# Jeff Goldblum
Jeffrey Lynn Goldblum (Pittsburgh, 22 ottobre 1952) è un attore statunitense.
È principalmente noto per aver interpretato il personaggio di Seth Brundle, protagonista del film La mosca (1986), quello di Ian Malcolm nel franchise di Jurassic Park, dove appare con questo ruolo in Jurassic Park (1993), Il mondo perduto - Jurassic Park (1997), Jurassic World - Il regno distrutto (2018) e Jurassic World - Il dominio (2022) e quello del Gran Maestro nel Marvel Cinematic Universe dove è uno degli antagonisti in Thor: Ragnarok (2017).

## Biografia

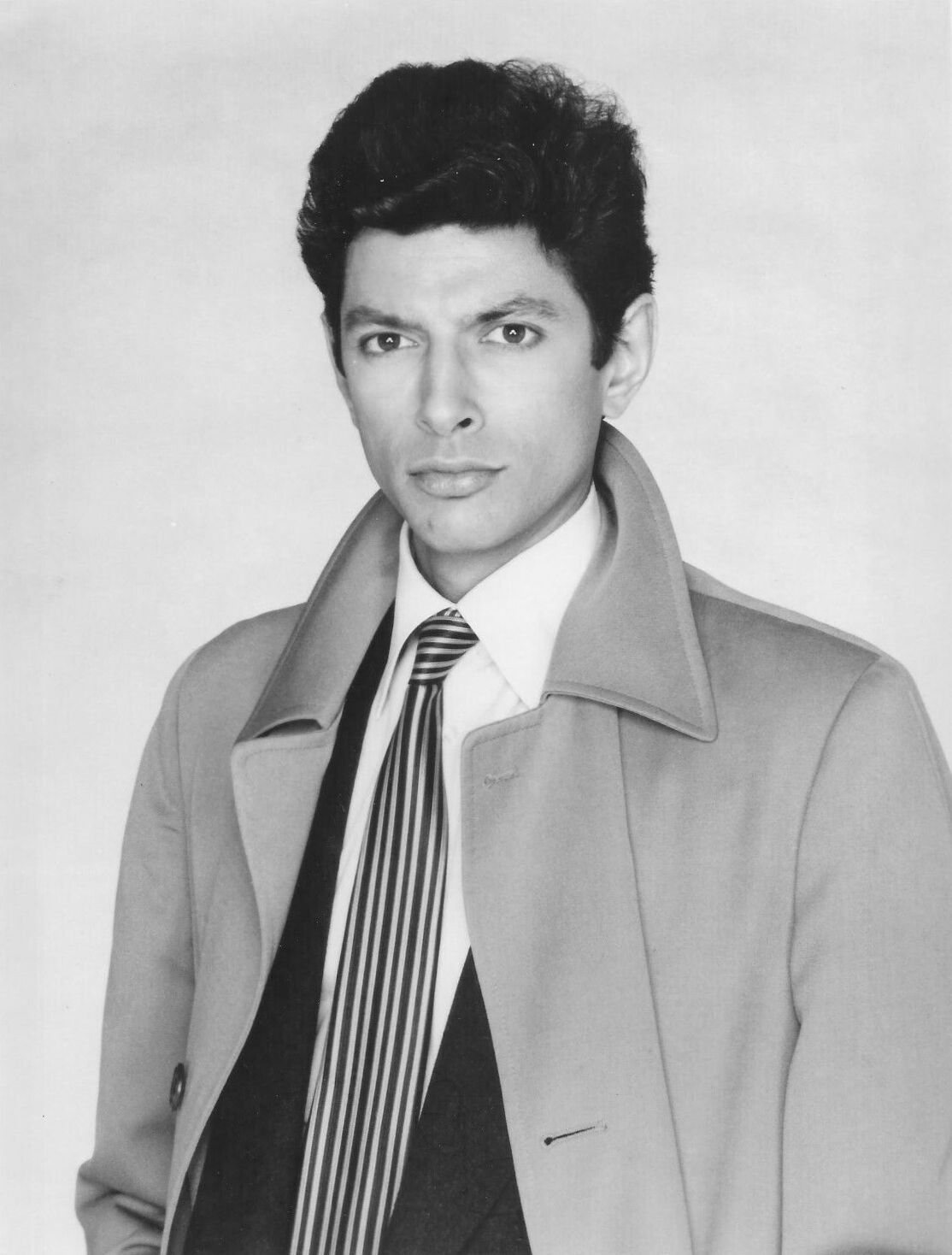
Jeff Goldblum nel 1979 in una foto pubblicitaria di Premiata agenzia Whitney

Goldblum nasce a Pittsburgh, in Pennsylvania, il 22 ottobre 1952 in una famiglia ebraica di origini russe e austriache. Ha una sorella, Pamela, e un fratello maggiore, Lee. Nel 1972 l'altro suo fratello Rick muore a 23 anni per insufficienza renale. Fin dalle scuole superiori partecipa a corsi di recitazione. Dopo il diploma si trasferisce a New York per intraprendere la carriera d'attore. A 18 anni recita a Broadway ne I due gentiluomini di Verona di William Shakespeare; in seguito lavora in altre produzioni teatrali.
Nel 1974 debutta nel cinema con Il giustiziere della notte di Michael Winner; l'anno dopo debutta anche in televisione, nel secondo episodio della quinta stagione della serie Colombo, dove fa un breve cameo nella parte di un manifestante. Nel 1978 partecipa al film Grazie a Dio è venerdì. Diretto da Robert Altman, lavora in California Poker (1974), Nashville (1975), Terapia di gruppo (1987) e I protagonisti (1992). Nella seconda metà degli anni settanta interpreta alcuni film horror. Negli anni ottanta è tra i protagonisti de Il grande freddo (1983) di Lawrence Kasdan, Tutto in una notte (1985) di John Landis, Una notte in Transilvania (1985) di Rudy De Luca e La mosca (1986) di David Cronenberg.

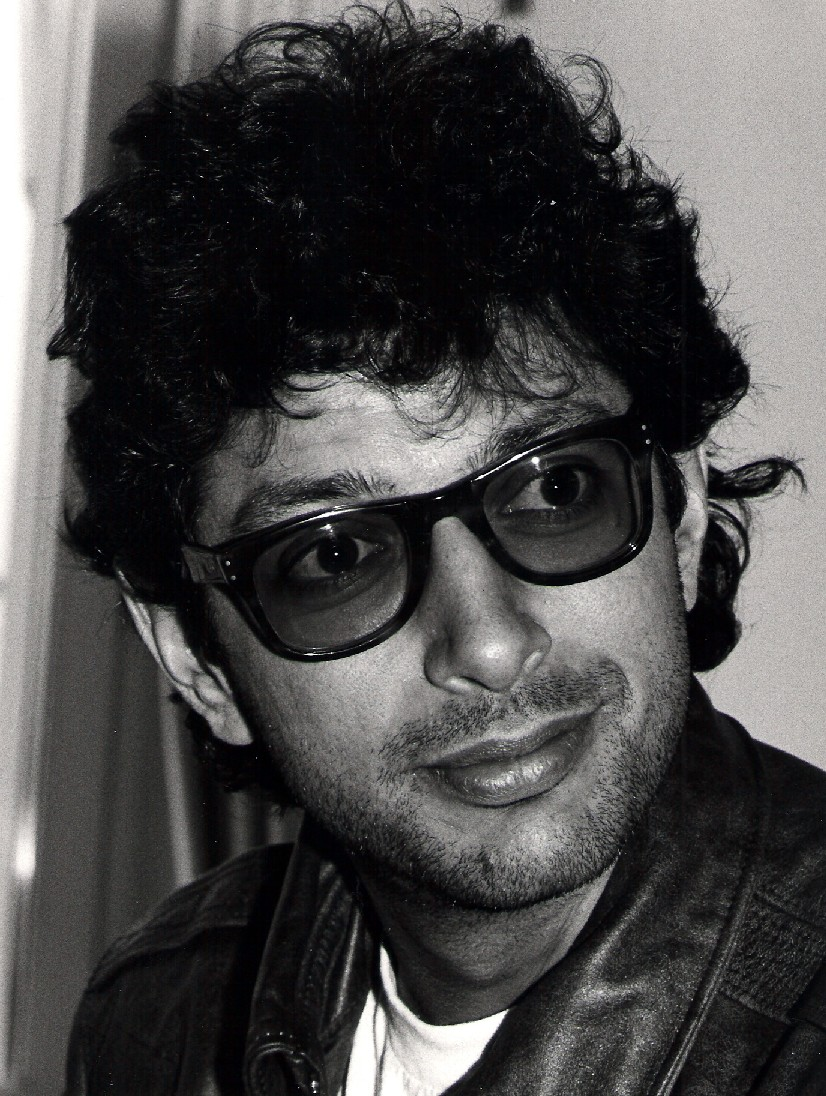
Jeff Goldblum nel 1985

Negli anni novanta prende parte ad alcuni grandi successi come Jurassic Park (1993) di Steven Spielberg, Independence Day (1996) e Il mondo perduto - Jurassic Park (1997). Recita come guest star in due episodi della serie TV Glee, interpretando Hiram Berry, uno dei padri gay della protagonista Rachel Berry. Nel 2012 partecipa al doppiaggio del film Zambezia.
Nel 2017 interpreta il villain Gran Maestro nel film del Marvel Cinematic Universe Thor: Ragnarok. Nel 2018 riprende il ruolo del dottor Ian Malcolm nel film Jurassic World - Il regno distrutto, sequel di Jurassic World, mentre nello stesso anno gli viene aggiudicata una stella sulla Hollywood Walk of Fame. Nel 2020 recita nuovamente al fianco di Chris Pratt, Bryce Dallas Howard, Omar Sy, Sam Neill, Laura Dern e BD Wong nel film Jurassic World - Il dominio di Colin Trevorrow, inizialmente previsto nelle sale nel 2021, poi spostato all'anno successivo a causa della pandemia di COVID-19.
Nel 2023 torna a lavorare con Wes Anderson in Asteroid City, mentre l'anno successivo interpreta il Mago di Oz nel film musical Wicked e nel sequel uscito l'anno dopo Wicked - Parte 2.

## Vita privata
Nel 1980 sposa l'attrice Patricia Gaul, dalla quale divorzia dopo sei anni di matrimonio. Nel 1987 sposa l'attrice Geena Davis, da cui divorzia quattro anni dopo. Dal 1995 al 1997 è legato all'attrice Laura Dern e nel 2003 alla ballerina Catherine Wreford. Nell'estate 2014 si fidanza con la ginnasta olimpica Emilie Livingston, che sposa nel novembre dello stesso anno. La coppia ha due figli, Charlie Ocean (2015) e River Joe (2017).

## Filmografia

### Attore

#### Cinema
- Il giustiziere della notte (Death Wish), regia di Michael Winner (1974)
- California Poker (California Split), regia di Robert Altman (1974)
- Nashville, regia di Robert Altman (1975)
- Stop a Greenwich Village, regia di Paul Mazursky (1976)
- Rapina... mittente sconosciuto (Special Delivery), regia di Paul Wendkos (1976)
- Candidato all'obitorio (St. Ives), regia di J. Lee Thompson (1976)
- Sentinel, regia di Michael Winner (1977)
- Io e Annie (Annie Hall), regia di Woody Allen (1977)
- Between the Lines, regia di Joan Micklin Silver (1977)
- Ricorda il mio nome (Remember My Name), regia di Alan Rudolph (1978)
- Grazie a Dio è venerdì (Thank God It's Friday), regia di Robert Klane (1978)
- Terrore dallo spazio profondo (Invasion of the Body Snatchers), regia di Philip Kaufman (1978)
- A cuore aperto (Threshold), regia di Richard Pearce (1981)
- Il grande freddo (The Big Chill), regia di Lawrence Kasdan (1983)
- Uomini veri (The Right Stuff), regia di Philip Kaufman (1983)
- Le avventure di Buckaroo Banzai nella quarta dimensione (The Adventures of Buckaroo Banzai Across the 8th Dimension), regia di W. D. Richert (1984)
- Tutto in una notte (Into the Night), regia di John Landis (1985)
- Silverado, regia di Lawrence Kasdan (1985)
- Una notte in Transilvania (Transylvania 6-5000), regia di Rudy De Luca (1985)
- La mosca (The Fly), regia di David Cronenberg (1986)
- Terapia di gruppo (Beyond Therapy), regia di Robert Altman (1987)
- La storia della vita (Life Story), regia di Mick Jackson (1987)
- Il segreto della piramide d'oro (Vibes), regia di Ken Kwapis (1988)
- Le ragazze della Terra sono facili (Earth Girls Are Easy), regia di Julien Temple (1988)
- Due metri di allergia (The Tall Guy), regia di Mel Smith (1989)
- La scimmia è impazzita (El sueño del mono loco), regia di Fernando Trueba (1989)
- Mister Frost, regia di Philippe Setbon (1990)
- Un pesce di color rosa (The Favour, the Watch and the Very Big Fish), regia di Ben Lewin (1991)
- Presagio di morte (Fathers & Sons), regia di Paul Mones (1992)
- I protagonisti (The Player), regia di Robert Altman (1992)
- Una moglie di troppo (Shooting Elizabeth), regia di Baz Taylor (1992)
- Massima copertura (Deep Cover), regia di Bill Duke (1992)
- Jurassic Park, regia di Steven Spielberg (1993)
- Premonizioni (Hideaway), regia di Brett Leonard (1995)
- Nine Months - Imprevisti d'amore (Nine Months), regia di Chris Columbus (1995)
- Powder - Un incontro straordinario con un altro essere (Powder), regia di Victor Salva (1995)
- La grande promessa (The Great White Hype), regia di Reginald Hudlin (1996)
- Independence Day, regia di Roland Emmerich (1996)
- Il tempo dei cani pazzi (Mad Dog Time), regia di Larry Bishop (1996)
- Il mondo perduto - Jurassic Park (The Lost World), regia di Steven Spielberg (1997)
- Welcome to Hollywood, regia di Adam Rifkin e Tony Markes (1998)
- Il genio (Holy Man), regia di Stephen Herek (1998)
- Chain of Fools, regia di Pontus Löwenhielm e Patrick von Krusenstjerna (2000)
- Punto di vista (One of the Hollywood Ten), regia di Karl Francis (2000)
- Auggie Rose, regia di Matthew Tabak (2000)
- Come cani e gatti (Cats & Dogs), regia di Lawrence Guterman (2001)
- Igby (Igby Goes Down), regia di Burr Steers (2002)
- Spinning Boris - Intrigo a Mosca (Spinning Boris), regia di Roger Spottiswoode (2003)
- Dallas 362, regia di Scott Caan (2003)
- Le avventure acquatiche di Steve Zissou (The Life Aquatic with Steve Zissou), regia di Wes Anderson (2004)
- Stories of Lost Souls, di registi vari (2005)
- La prima volta di Niky (Mini's First Time), regia di Nick Guthe (2006)
- L'uomo dell'anno (Man Of The Year), regia di Barry Levinson (2006)
- Fay Grim, regia di Hal Hartley (2006)
- Adam Resurrected, regia di Paul Schrader (2008)
- Due cuori e una provetta (The Switch), regia di Will Speck e Josh Gordon (2010)
- Il buongiorno del mattino (Morning Glory), regia di Roger Michell (2010)
- Tim and Eric's Billion Dollar Movie, regia di Tim Heidecker e Eric Wareheim (2012)
- Le Week-End, regia di Roger Michell (2013)
- Grand Budapest Hotel (The Grand Budapest Hotel), regia di Wes Anderson (2014)
- Mortdecai, regia di David Koepp (2015)
- Independence Day - Rigenerazione (Independence Day: Resurgence), regia di Roland Emmerich (2016)
- Guardiani della Galassia Vol. 2 (Guardians of the Galaxy Vol. 2), regia di James Gunn (2017) – non accreditato, cameo
- Thor: Ragnarok, regia di Taika Waititi (2017)
- Jurassic World - Il regno distrutto (Jurassic World: Fallen Kingdom), regia di Juan Antonio Bayona (2018)
- Hotel Artemis, regia di Drew Pearce (2018)
- The Mountain, regia di Rick Alverson (2018)
- Jurassic World - Il dominio (Jurassic World: Dominion), regia di Colin Trevorrow (2022)
- Asteroid City, regia di Wes Anderson (2023)
- Wicked, regia di Jon M. Chu (2024)
- Wicked - Parte 2 (Wicked: For Good), regia di Jon M. Chu (2025)

#### Televisione
- Colombo (Columbo) – serie TV, episodio 5x02 (1975) – non accreditato
- Poliziotto di quartiere (The Blue Knight) – serie TV, episodio 2x03 (1976)
- Starsky & Hutch – serie TV, episodio 2x24 (1977)
- La leggenda di Sleepy Hollow (The Legend of Sleepy Hollow), regia di Henning Schellerup – film TV (1980)
- Premiata agenzia Whitney (Tenspeed and Brown Shoe) – serie TV, 14 episodi (1980)
- Tre atti per un omicidio (Rehearsal for Murder), regia di David Green – film TV (1982)
- Laverne & Shirley – serie TV, episodio 7x12 (1982)
- Devlin & Devlin – serie TV, episodio 1x05 (1982)
- The New Show – serie TV, episodio 1x01 (1984)
- American Playhouse – serie TV, episodio 3x05 (1984)
- Ernie Kovacs - Tra una risata e l'altra (Ernie Kovacs: Between the Laughter), regia di Lamont Johnson – film TV (1984)
- Nel regno delle fiabe (Faerie Tale Theatre) – serie TV, episodio 4x01 (1985)
- The Ray Bradbury Theater – serie TV, episodio 1x04 (1986)
- Horizon – programma TV, puntata 23x16 (1987)
- Sesamo apriti (Sesame Street) – serie TV, episodio 21x72 (1990)
- Framed, regia di Dean Parisot – film TV (1990)
- Lush Life, regia di Michael Elias – film TV (1993)
- L'ombra dello scorpione (The Stand) – miniserie TV, puntata 01 (1994) – non accreditato
- The Larry Sanders Show – serie TV, episodio 4x08-6x09 (1995, 1998)
- Storie di guerra (War Stories), regia di Robert Singer – film TV (2003)
- Friends – serie TV, episodio 9x15 (2003)
- Will & Grace – serie TV, episodi 7x13-7x15-7x16 (2005)
- Raines – serie TV, 7 episodi (2007)
- Law & Order: Criminal Intent – serie TV, 24 episodi (2009-2010)
- NTSF:SD:SUV:: – serie TV, episodio 1x07 (2011)
- The League – serie TV, episodi 3x08-4x12 (2011-2012)
- Susan 313, regia di Ken Kwapis – film TV (2012)
- Glee – serie TV, episodi 3x13-3x14 (2012)
- Portlandia – serie TV, 7 episodi (2012-2015)
- Last Week Tonight with John Oliver – serie TV, episodio 1x20 (2014)
- Inside Amy Schumer – serie TV, episodio 3x03 (2015)
- Unbreakable Kimmy Schmidt – serie TV, episodio 2x11 (2016)
- Il mondo secondo Jeff Goldblum (The World According to Jeff Goldblum) – docuserie, 22 episodi (2019-in corso)
- RuPaul's Drag Race – reality show, puntata 12x09 (2020)
- Kaos – serie TV, 8 episodi (2024)

### Doppiatore
- Capitan Planet e i Planeteers (Captain Planet and the Planeteers) – serie animata, 4 episodi (1990-1991)
- I Simpson (The Simpsons) – serie animata, 1 episodio (1996)
- Goosebumps: Escape from Horrorland – videogioco (1996)
- Independence Day – videogioco (1997)
- The Lost World: Jurassic Park - Chaos Island – videogioco (1997)
- Mr. Show with Bob and David – serie TV, 1 episodio (1998)
- Il principe d'Egitto (The Prince of Egypt), regia di Brenda Chapman, Steve Hickner, Simon Wells (1998)
- King of the Hill – serie animata, 1 episodio (2002)
- Legend of the Lost Tribe, regia di Peter Peake – cortometraggio animato (2002)
- Crank Yankers – serie animata, 2 episodi (2003, 2005)
- Tom Goes to the Mayor – serie animata, 1 episodio (2004)
- Allen Gregory – serie animata, 1 episodio (2011)
- Zambezia, regia di Wayne Thornley (2012)
- Call of Duty: Black Ops III – videogioco (2015)
- L'isola dei cani (Isle of Dogs), regia di Wes Anderson (2018)
- Jurassic World Evolution – videogioco (2018)
- Baby Boss 2 - Affari di famiglia (The Boss Baby: Family Business), regia di Tom McGrath (2021)
- What If...? – serie animata, 1 episodio (2021)

## Riconoscimenti
- Blockbuster Entertainment Awards
  - 1998 – Candidatura come miglior attore in un film di fantascienza per Il mondo perduto - Jurassic Park

- National Society of Film Critics Award
  - 1987 – Candidatura come miglior attore per La mosca
- New York Film Critics Circle Award
  - 1987 – Candidatura come miglior attore protagonista per La mosca

- Saturn Award
  - 1987 – Miglior attore per La mosca
  - 1994 – Candidatura come miglior attore non protagonista per Jurassic Park
  - 1997 – Candidatura come miglior attore per Independence Day

## Doppiatori italiani
Nelle versioni in italiano delle opere in cui ha recitato, Jeff Goldblum è stato doppiato da:
- Angelo Maggi in Will & Grace, Punto di vista, Spinning Boris - Intrigo a Mosca, War Stories, Raines, Il buongiorno del mattino, Le Week-End, Kaos, Wicked
- Sergio Di Stefano in Silverado, Massima copertura, Fashion Crimes, Friends, Premonizioni, Shooting Elizabeth, Come cani e gatti, Stories of Lost Souls
- Fabrizio Pucci in Chain of Fools, Law & Order: Criminal Intent, Mortdecai, Jurassic World - Il regno distrutto, Jurassic World - Il dominio, Asteroid City
- Roberto Chevalier in Starsky & Hutch, Due metri di allergia, Jurassic Park, The League, Due cuori e una provetta
- Gino La Monica in Tutto in una notte, I protagonisti, Il tempo dei cani pazzi
- Massimo Lodolo in Le ragazze della Terra sono facili, Framed, Adam Resurrected
- Massimo Corvo in Nine Months - Imprevisti d'amore, Independence Day, Independence Day - Rigenerazione
- Michele Gammino ne Il giustiziere della notte, Il segreto della piramide d'oro
- Pino Colizzi in Grazie a Dio è venerdì, Terrore dallo spazio profondo
- Romano Malaspina in La mosca, Le avventure acquatiche di Steve Zissou
- Stefano De Sando in La mosca 2, Unbreakable Kimmy Schmidt
- Francesco Prando ne Il genio, Hotel Artemis
- Mario Cordova in Thor: Ragnarok, Il mondo secondo Jeff Goldblum
- Giampaolo Saccarola in Sentinel
- Sergio Di Giulio in Io & Annie
- Gianfranco Gamba in Premiata agenzia Whitney
- Maurizio Reti in A cuore aperto
- Piero Tiberi ne Il grande freddo
- Eugenio Marinelli in Le avventure di Buckaroo Banzai nella quarta dimensione
- Saverio Moriones in Una notte in Transilvania
- Francesco Pannofino in Presagio di morte
- Claudio Capone in Powder - Un incontro straordinario con un altro essere
- Saverio Indrio in La grande promessa
- Sandro Acerbo ne Il mondo perduto - Jurassic Park
- Roberto Pedicini in Igby
- Alberto Angrisano in Dallas 362 - Giovani e ribelli
- Pino Pirovano ne La prima volta di Niky
- Massimo Rinaldi in L'uomo dell'anno
- Luca Ward in Glee
- Dario Penne in Grand Budapest Hotel

Da doppiatore è sostituito da:
- Claudio Moneta in Zambezia, Call of Duty: Black Ops III
- Danilo De Girolamo ne I Simpson
- Toni Orlandi in Capitan Planet e i Planeteers
- Renato Cortesi in King of the Hill
- Stefano De Sando ne Il principe d'Egitto
- Antonio Sanna in Happy!
- Sandro Acerbo in L'isola dei cani
- Fabrizio Pucci in Jurassic World Evolution
- Massimo Lopez in Baby Boss 2 - Affari di famiglia
- Mario Cordova in What If...?